# Boniswil
Boniswil (schweizerdeutsch [ˌbɔniʃˈʋiːʊ]) ist eine Einwohnergemeinde im Schweizer Kanton Aargau. Sie gehört zum Bezirk Lenzburg und liegt rund acht Kilometer südlich des Bezirkshauptorts Lenzburg im Seetal am nordwestlichen Ufer des Hallwilersees. Im Jahr 1898 wurde Alliswil eingemeindet.

## Geographie
Das Dorf liegt etwa einen Kilometer westlich des Hallwilersees am Rande des Seetals auf einer erhöht liegenden Terrasse. Dem Seeufer entlang erstrecken sich ausgedehnte Moorgebiete mit Schilfgürteln, die unter Naturschutz stehen. Das Naturschutzgebiet Boniswiler-Seenger Ried ist als Flachmoor von nationaler Bedeutung und als Amphibienlaichgebiet von nationaler Bedeutung ausgewiesen. Das Gebiet ist auch ein Teil des Smaragd-Netzwerks und des Landschaftsschutzgebiets «Hallwilersee», das im Bundesinventar der Landschaften und Naturdenkmäler von nationaler Bedeutung (BLN) enthalten ist.
Der Aabach bildet die nordöstliche Gemeindegrenze. Westlich des Dorfzentrums befindet sich ein steiler Berghang bis zur Hochebene von Leutwil. Einen Kilometer südlich des Dorfes Boniswil liegt die Ortschaft Alliswil.
Die Fläche des Gemeindegebiets beträgt 241 Hektaren, davon sind 21 Hektaren bewaldet und 58 Hektaren überbaut. Der höchste Punkt befindet sich auf 578 m ü. M. an der südwestlichen Gemeindegrenze, der tiefste auf 448 m ü. M. am Aabach.
Die Nachbargemeinden von Boniswil sind Hallwil im Norden, Seengen im Nordosten, Meisterschwanden im Südosten, Birrwil im Süden, Leutwil im Westen und Dürrenäsch im Nordwesten.

## Geschichte
Auf der Halbinsel Risi Am Seeufer werden jungsteinzeitliche Pfahlbausiedlungen vermutet. Die erste urkundliche Erwähnung der Ortschaft Bonoltswile aus dem Jahr 1220 findet sich in einem Urbar des Klosters Einsiedeln, das im Dorf einen Meierhof zur Verwaltung seines umfangreichen Grundbesitzes in der Umgebung unterhielt. Der Ortsname stammt vom althochdeutschen Banwalteswilari ab und bedeutet «Hofsiedlung des Banwalt». Im Mittelalter lag das Dorf im Herrschaftsbereich der Grafen von Lenzburg, ab 1173 in jenem der Grafen von Kyburg. Nachdem diese ausgestorben waren, übernahmen 1273 die Habsburger die Landesherrschaft und die Blutgerichtsbarkeit im Gebiet von Lenzburg. Inhaber der niederen Gerichtsbarkeit waren seit dem 13. Jahrhundert die Herren von Trostburg. Deren Rechte fielen Mitte des 14. Jahrhunderts durch Erbschaft an die Herren von Reinach.

Luftansicht (1962)

1415 eroberten die Eidgenossen den Aargau. Boniswil gehörte nun zum Untertanengebiet der Stadt Bern und lag im so genannten Berner Aargau. Das Dorf war Teil des Gerichtsbezirks Trostburg im Amt Lenzburg. Dieser Bezirk war von 1486 bis 1616 im Besitz der Hallwyler und gelangte danach ebenfalls an Bern. 1528 führte diese Stadt in ihrem Herrschaftsgebiet die Reformation ein.
Nach dem Einmarsch der Franzosen in die Schweiz im März 1798 dankte die alte Regierung von Bern ab, und unter dem Druck der französischen Besatzungsarmee und des Direktoriums in Paris entstand die Helvetische Republik, die am 12. April 1798 in Aarau von den Delegierten der Kantone konstituiert wurde und bis 1803 Bestand hatte. Boniswil gehört seither zum Kanton Aargau.
Ende des 18. Jahrhunderts entwickelte sich Boniswil zu einem regionalen Umschlagplatz für die Baumwollindustrie. Mehrere hundert Spinner und Weber waren damals in Heimarbeit mit der Herstellung farbiger Tücher beschäftigt. Mitte des 19. Jahrhunderts kam die Strohflechterei auf und verdrängte die Tuchweberei.
Am 15. Oktober 1883 erhielt die Gemeinde den Anschluss ans Eisenbahnnetz, als die Seetalbahn den Abschnitt Lenzburg–Beinwil am See eröffnete. Im selben Jahr wurde die erste Zigarrenfabrik eröffnet, bald darauf folgten unter anderem eine Bonbonfabrik und drei Kistenfabriken. Das Nachbardorf Alliswil wurde 1898 auf Anordnung der Kantonsregierung nach Boniswil eingemeindet. Bis zu Beginn der 1960er Jahre blieb die Bevölkerungszahl weitgehend konstant, seither hat sie sich aufgrund einer verstärkten Bautätigkeit verdoppelt. Boniswil entwickelte sich zu einer Wohngemeinde.

## Sehenswürdigkeiten

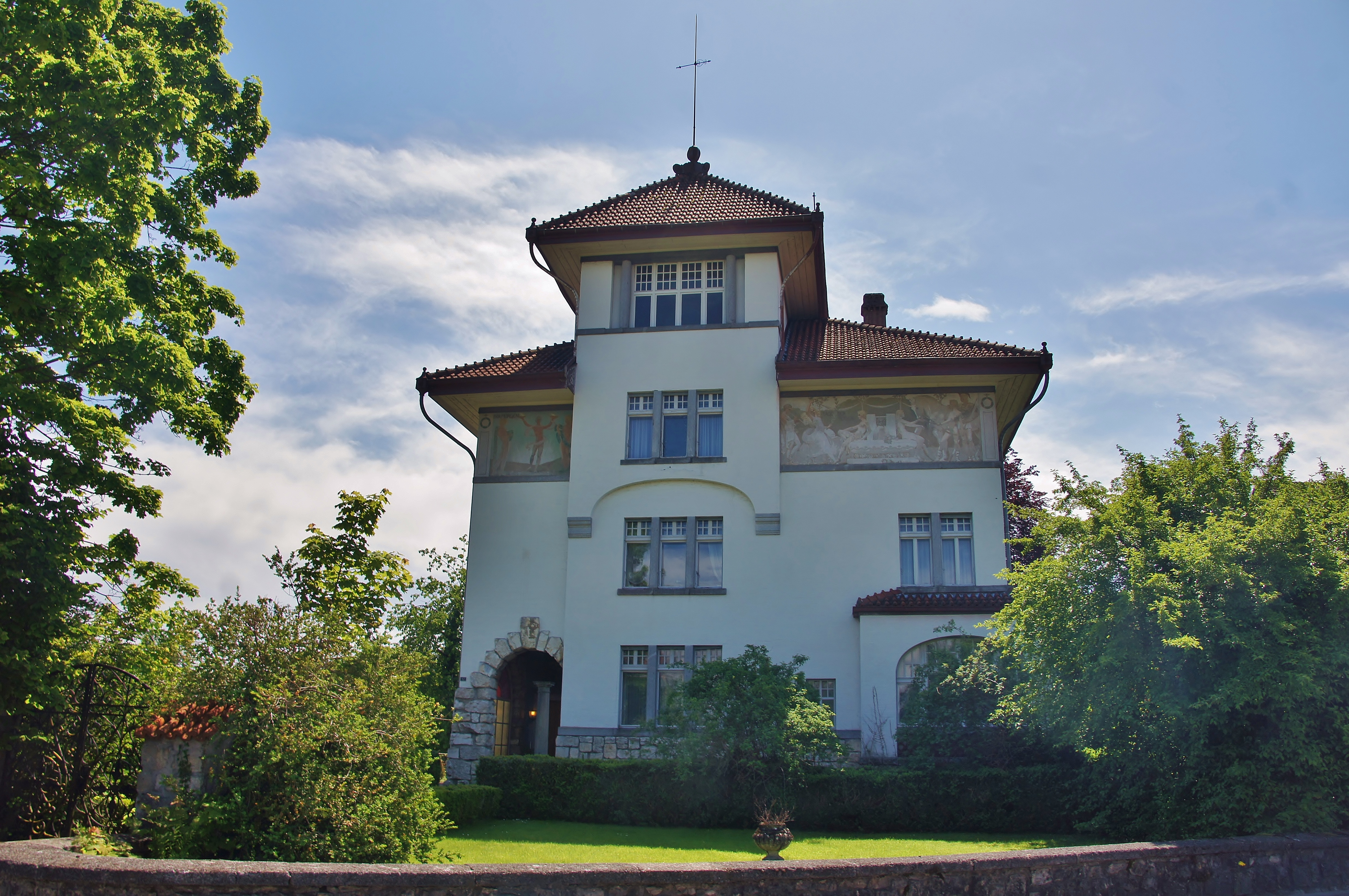
Villa Gautschi

## Wappen
Die Blasonierung des Gemeindewappens lautet: «In Rot auf grünem Hügel stehende weisse Sumpfschnepfe mit gelbem Schnabel und schwarzen Beinen.» Bereits das Gemeindesiegel von 1811 zeigte eine Schnepfe, allerdings auf geradem Boden mit Sumpfgras. Später gab es eine Version, in der die Schnepfe von blauen Wellen umspült gezeigt wurde. Die heutige Variante wurde 1953 eingeführt.

## Bevölkerung
Die Einwohnerzahlen entwickelten sich wie folgt:
| Jahr      | 1764 | 1798 | 1850 | 1900 | 1930 | 1950 | 1960 | 1970 | 1980 | 1990 | 2000 | 2010 | 2020 |
| Einwohner | 253  | 398  | 695  | 580  | 665  | 653  | 688  | 809  | 944  | 1087 | 1316 | 1421 | 1520 |

Am 31. Dezember 2023 lebten 1751 Menschen in Boniswil, der Ausländeranteil betrug 17,8 %. Bei der Volkszählung 2015 bezeichneten sich 43,7 % als reformiert und 19,0 % als römisch-katholisch; 37,3 % waren konfessionslos oder gehörten anderen Glaubensrichtungen an. 92,0 % gaben bei der Volkszählung 2000 Deutsch als ihre Hauptsprache an, 1,7 % Italienisch, 1,4 % Albanisch, 1,1 % Türkisch und 0,8 % Französisch.

## Politik und Recht
Die Versammlung der Stimmberechtigten, die Gemeindeversammlung, übt die Legislativgewalt aus. Ausführende Behörde ist der fünfköpfige Gemeinderat. Er wird im Majorzverfahren vom Volk gewählt, seine Amtsdauer beträgt vier Jahre. Der Gemeinderat führt und repräsentiert die Gemeinde. Dazu vollzieht er die Beschlüsse der Gemeindeversammlung und die Aufgaben, die ihm vom Kanton zugeteilt wurden. Für Rechtsstreitigkeiten ist in erster Instanz das Bezirksgericht Lenzburg zuständig. Boniswil gehört zum Friedensrichterkreis XII (Seon).

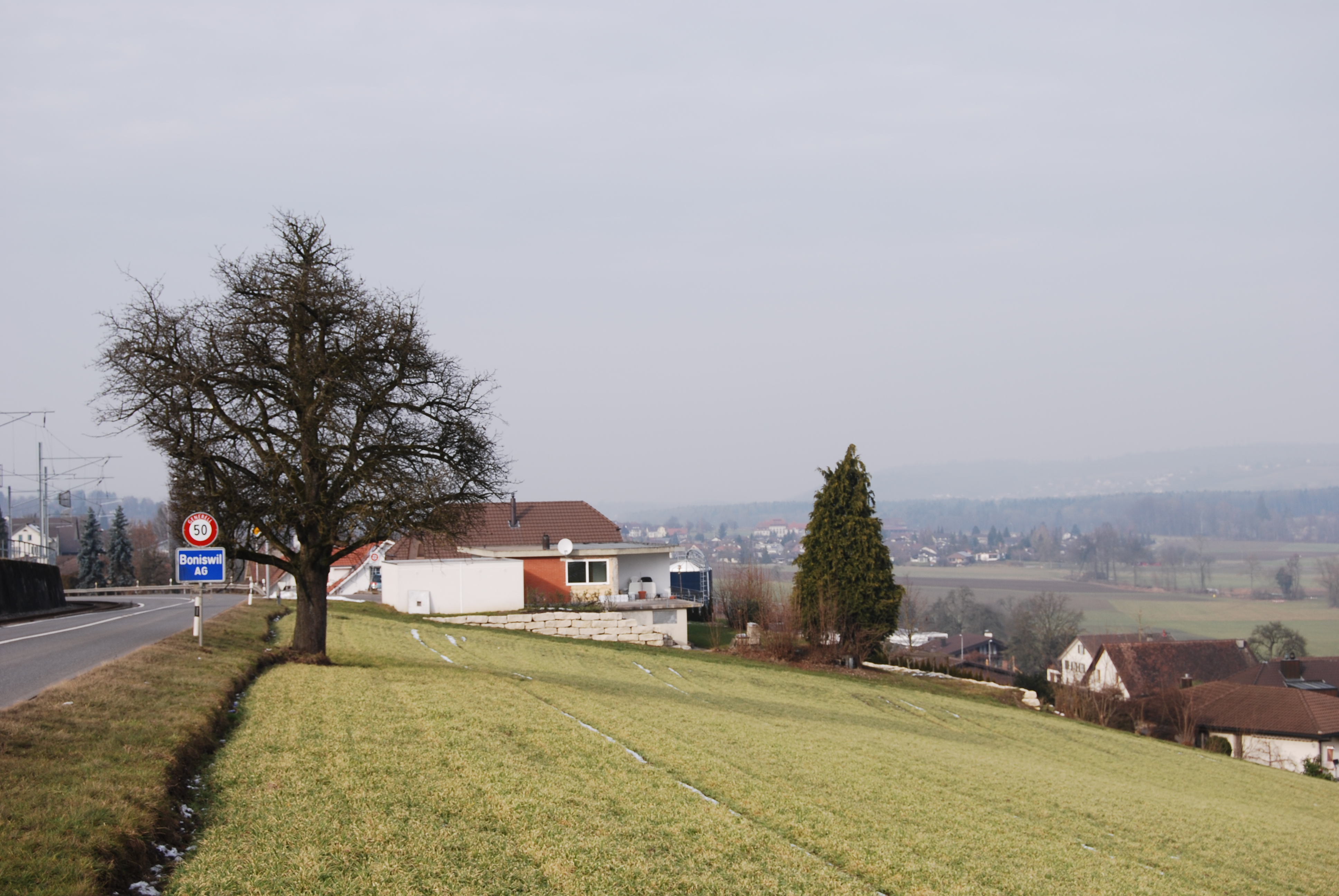
Ortstafel von Boniswil an der Hauptstresse von Süden

## Wirtschaft
In Boniswil gibt es gemäss der im Jahr 2015 erhobenen Statistik der Unternehmensstruktur (STATENT) rund 240 Arbeitsplätze, davon 3 % in der Landwirtschaft, 35 % in der Industrie und 62 % im Dienstleistungsbereich. Die meisten Erwerbstätigen sind Wegpendler und arbeiten in der näheren Umgebung (hauptsächlich in Seon und Lenzburg).

## Verkehr
Durch das Dorf verläuft die Hauptstrasse 26 von Lenzburg über Hochdorf nach Luzern. Weitere wichtige Verbindungen sind die Hauptstrasse 291 über Seengen und dem Ostufer des Hallwilersees entlang nach Meisterschwanden sowie die Kantonsstrasse 341-340 über Leutwil ins Wynental. Boniswil besitzt eine Haltestelle an der Seetalbahn der SBB. Eine Buslinie der Gesellschaft Regionalbus Lenzburg verkehrt vom Bahnhof Lenzburg über Boniswil nach Teufenthal. Am Seeufer befindet sich eine Anlegestelle der Schifffahrtsgesellschaft Hallwilersee.

## Bildung
Die Gemeinde verfügt über einen Kindergarten und ein Schulhaus, in dem die Primarschule unterrichtet wird. Sämtliche Oberstufen der obligatorischen Volksschule (Realschule, Sekundarschule, Bezirksschule) können in Seengen besucht werden. Die nächstgelegenen Gymnasien sind die Alte Kantonsschule und die Neue Kantonsschule, beide in Aarau.